# Sogo shosha
| Nombre                    | Ganancias (2023) | Capitalización de mercado (mayo de 2024) |
| ------------------------- | ---------------- | ---------------------------------------- |
| Mitsubishi Corporation    | 1.181            | 13.803                                   |
| Mitsui & CO., LTD.        | 1.130            | 12.064                                   |
| ITOCHU Corporation        | 801              | 11.744                                   |
| Sumimoto Corporation      | 566              | 4.991                                    |
| Marubeni Corporation      | 543              | 5.129                                    |
| Toyota Tsusho Corporation | 284              | 3.377                                    |
| Sojitz Corporation        | 111              | 923                                      |

Las sogo shosha (総合商社, sōgō shōsha, «compañías comerciales generales») son compañías japonesas dedicadas al comercio global de una amplia variedad de productos y materiales, no solo actuando como intermediarias, sino que también se involucran en logística, desarrollo de plantas industriales y exploración de recursos a nivel internacional. A diferencia de las empresas comerciales de otros países, que suelen especializarse en sectores específicos, los sōgō shōsha se destacan por la diversificación en su línea de negocios. Este modelo único de Japón combina esfuerzos del gobierno y del sector privado para promover el interés nacional.
La estructura de las Sogo Shosha puede otorgarles ventajas dentro del comercio internacional, primordialmente gracias al hecho de que estas poseen habilidades significativas para la gestión de riesgos. Dado que operan en diversos mercados, estas corporaciones tienden a mantener saldos dentro de numerosas divisas extranjeras, a la par de contar con la capacidad de generar oferta y demanda cautivas para sus operaciones propias. Adicionalmente, cuentan con sistemas de información de mercado internos a gran escala, que les proporcionan economías de escala respectivas a la búsqueda para nuevas oportunidades de negocios, lo que también les permite proporcionar capital en forma de crédito, financiación y servicios de exportación a bajo coste. El director ejecutivo de Mitsui & CO., LTD., Masami Iijima, definió a las compañías comerciales generales como comparables a los fondos de inversión, tales como el fondo de capital privado, siendo distinguidas por su habilidad para identificar e implementar oportunidades comerciales en diversas industrias, empleando el uso de la información y los recursos humanos obtenidos de sus respectivos negocios comerciales.
En Japón, las sōgō shōsha se encuentran entre los empleadores mejores pagados. Desde hace más de treinta años, ya que estas compañías, junto con las entidades financieras, se han posicionado como los empleadores más solicitados para los egresados de las mejores universidades de Japón, gracias a sus elevados salarios, estabilidad en el trabajo y la variedad de oportunidades disponibles para los potenciales empleados, lo que ha ocasionado que su reclutamiento se vuelva altamente competitivo.

## Antecedentes históricos
Tras la apertura de Japón a mediados del siglo XIX, el comercio exterior del país se encontraba inicialmente dominado por comerciantes extranjeros, principalmente de potencias occidentales. A medida que Japón inició su proceso de modernización durante la era Meiji, los zaibatsu (conglomerados empresariales familiares entre los que destacaban Mitsubishi y Mitsui) desarrollaron compañías comerciales propias para coordinar la producción, el transporte y la financiación entre las distintas empresas del grupo. Simultáneamente, empresas japonesas más pequeñas y especializadas, particularmente en la industria algodonera, comenzaron a desempeñar un papel como intermediarias en el comercio internacional. En sus inicios, estas empresas se enfocaron en la importación de algodón en bruto, posteriormente expandiendo sus actividades a la exportación de productos terminados y contribuyendo así al desarrollo industrial del país. Estas empresas eran caracterizadas por manejar una gran variedad de productos, dirigir sus operaciones a diversas regiones, establecer métodos institucionalizados modernos de gestión de riesgos para sus transacciones y realizar inversiones sustanciales en operaciones industriales nacionales.
Después de la Segunda Guerra Mundial, el comercio exterior se suspendió brevemente y los zaibatsu fueron desmantelados. Como consecuente, las poderosas ramas comerciales de Mitsui y Mitsubishi se disolvieron en alrededor de más de cien empresas a menor escala. Cuando el comercio se reanudó en el año de 1950, surgieron las primeras empresas comerciales diversificadas: comerciantes textiles con base en la región de Kansai (entre los que destacaban Itochu, Marubeni, Toyo Cotton y Nichimen) y comerciantes de acero (entre los que destacaba Iwai y Nissho, que luego se fusionaron para formar Nissho Iwai) se diversificaron en nuevas líneas de negocios. Los restos de los zaibatsu de Mitsubishi y Mitsui también se fusionaron en la década de 1950 para formar nuevas empresas comerciales de gran escala. Para el año de 1955, se adaptó el término sōgō shōsha para referirse a este amplio conjunto de empresas, que en el idioma japonés, se conforma por los términos sōgō, que quiere decir general o integración, y shōsha, que significa empresa mercantil. En 1960, este conjunto de empresas se habían fusionado en diez compañías grandes y altamente diversificadas:
- Ataka & Co. (se declaró en bancarrota para el año de 1977; su división de aceros y metales fue absorbida por C. Itoh)
- C. Itoh & Co. (ahora ITOCHU Corporation)
- Kanematsu Corporation (reestructurada como empresa comercial especializada en 1999)[11]
- Marubeni Corporation
- Mitsubishi Corporation
- Mitsui & CO., LTD.
- Nichimen (ahora Sojitz Corporation)
- Nissho Iwai (ahora Sojitz Corporation)
- Sumitomo Corporation
- Toyota Tsusho Corporation

Se convirtieron en un componente central del modelo de negocios keiretsu  proveniente de la posguerra, en el que los grandes bancos comerciales desempeñaron un papel central en cada keiretsu importante, con las sōgō shōsha al mando de un papel central secundario, el cual que disminuyó con el tiempo.
Hasta la década de 1980, las operaciones de sōgō shōsha se concentraron en gran medida en las transacciones internacionales de los fabricantes japoneses, particularmente en las industrias textil y química. Desde entonces, los fabricantes japoneses han asumido un papel más directo en las compras, ventas y marketing internacionales. Este cambio obligó a las sōgō shōsha a redefinir su papel en la economía global, desplazando su foco comercial hacia servicios tales como: finanzas, seguros, transporte, gestión de proyectos y desarrollo inmobiliario. Gran parte de estas operaciones se realizan actualmente a través de redes globales de subsidiarias y empresas afiliadas locales.
El colapso de la burbuja de precios de activos en Japón, a principios de los años 1990, llevó al país a enfrentarse a una serie de fusiones y reestructuraciones entre las sōgō shōsha, lo que redujo su número total de empresas principales a siete.
|                                            |
| Mitsubishi Corporation (Marunouchi, Tokio) |

|                                      |
| Mitsui & CO., LTD. (Otemachi, Tokio) |

|                                    |
| ITOCHU Corporation (Aoyama, Tokio) |

|                                      |
| Sumitomo Corporation (Harumi, Tokio) |

## Paralelismos en otros países
Las Sōgō shōsha se desarrollaron en Japón como resultado de diversos factores relativos a su país de origen.
La lejanía geográfica, la lengua y la cultura distintivas de Japón contribuyeron al aumento en los costos de la información y la negociación. Esto ocasionó que, durante más de dos siglos, el comercio se desarrollase en un período de tiempo considerablemente corto en comparación con Europa, donde las redes podían desarrollarse de manera natural en un período de tiempo más extenso. Japón, por su parte, carecía de mercados de capital efectivos para poder financiar empresas, además de que su base industrial se encontraba compuesta en gran medida por empresas artesanales, las cuales no podían comercializar sus productos por sí solas, a diferencia de las grandes firmas que prevalecen en Occidente.
A mediados de los años 70, los chaebol de Corea del Sur adoptaron una dirección similar de desarrollo de empresas comerciales. Mientras que en la India toman lugar actualmente organizaciones de tipo conglomerado similares, como Reliance Group y Tata Group. 
Estados Unidos también intentó emular este modelo de negocio para promover las exportaciones a principios de la década de 1980, mediante la promulgación de la Ley de Compañías de Comercio de Exportación de 1982. Al momento en que la legislación fue debatida, Mitsui & Co. se clasificaba como el sexto mayor exportador de los Estados Unidos. Además, que las sōgō shōsha concentraban cerca del 50 % del comercio de importación y exportación de Japón.
En México no existen equivalentes directos de las sogo shosha japonesas, aunque ciertos actores empresariales e institucionales desempeñan funciones análogas en el fomento del comercio bilateral. Estas corporaciones han tenido un papel clave en la vinculación de productos mexicanos con el mercado japonés desde la entrada en vigor del Acuerdo de Asociación Económica México-Japón en 2004, llegando incluso a incursionar en el sector minorista mediante adquisiciones en tiendas de conveniencia, lo que refleja su adaptación a las demandas de consumo.